# Big Flats
Big Flats és una concentració de població designada pel cens dels Estats Units a l'estat de Nova York. Segons el cens del 2000 tenia 2.482 habitants.

## Demografia
Segons el cens del 2000, Big Flats tenia 2.482 habitants, 950 habitatges, i 748 famílies. La densitat de població era de 245,1 habitants per km².
Dels 950 habitatges en un 33,7% hi vivien nens de menys de 18 anys, en un 69,1% hi vivien parelles casades, en un 8,1% dones solteres, i en un 21,2% no eren unitats familiars. En el 16,6% dels habitatges hi vivien persones soles el 6,4% de les quals corresponia a persones de 65 anys o més que vivien soles. El nombre mitjà de persones vivint en cada habitatge era de 2,61 i el nombre mitjà de persones que vivien en cada família era de 2,93.
Per edats la població es repartia de la següent manera: un 25,7% tenia menys de 18 anys, un 5,2% entre 18 i 24, un 25,6% entre 25 i 44, un 28,6% de 45 a 60 i un 14,8% 65 anys o més.
L'edat mediana era de 41 anys. Per cada 100 dones de 18 o més anys hi havia 93,1 homes.
La renda mediana per habitatge era de 53.344 $ i la renda mediana per família de 54.829 $. Els homes tenien una renda mediana de 44.479 $ mentre que les dones 30.190 $. La renda per capita de la població era de 22.938 $. Entorn de l'1% de les famílies i l'1,5% de la població estaven per davall del llindar de pobresa.